# Koreańska Armia Wyzwoleńcza

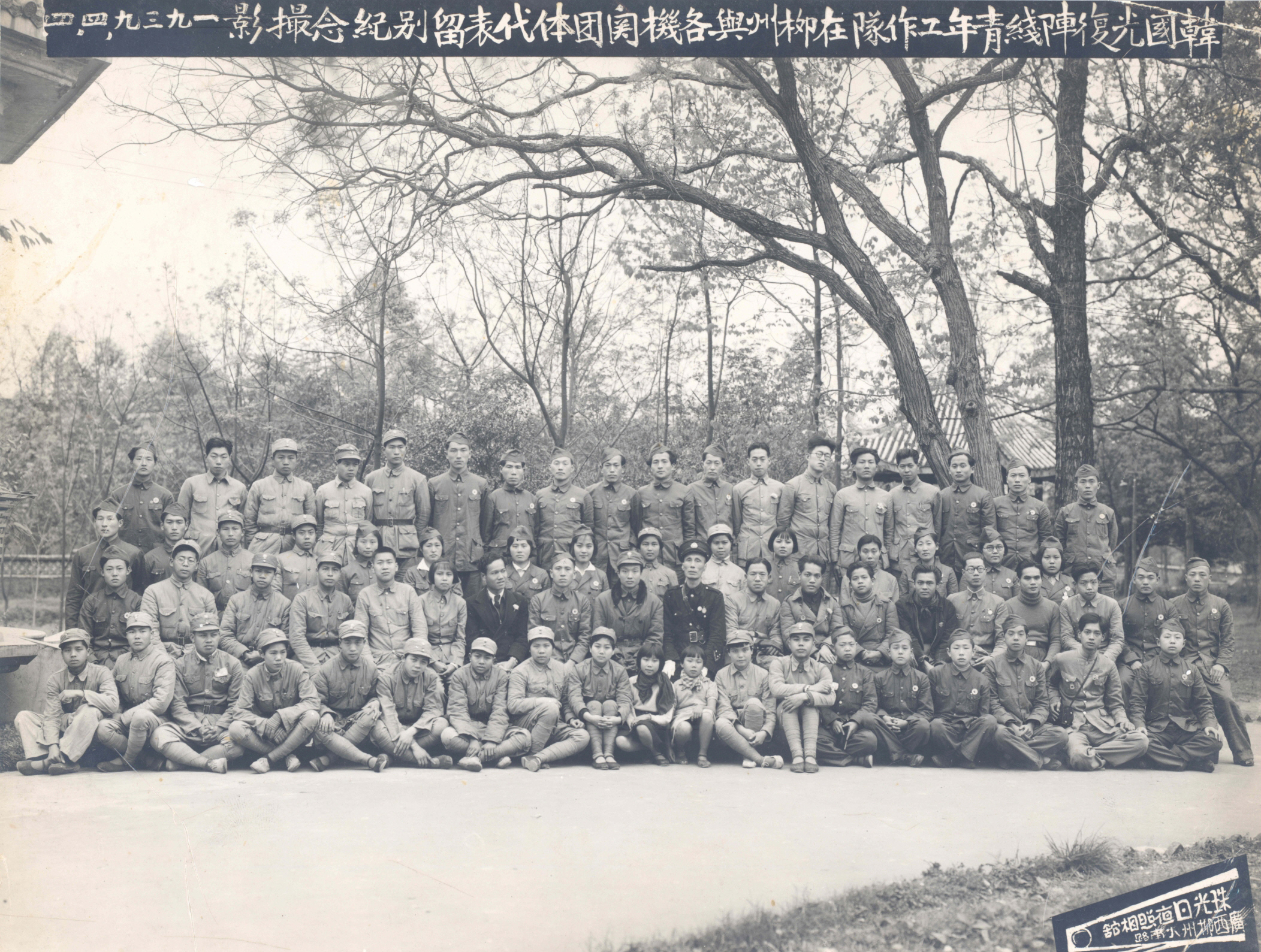
Koreańska Armia Wyzwoleńcza

Koreańska Armia Wyzwoleńcza (KAW, Kwangbokgun) – siły zbrojne Tymczasowego Rządu Republiki Korei, utworzone 17 września 1941 w Chongqingu w Chinach. Jej dowódcą został generał Ji Cheong-cheon, a szefem sztabu bohater bitwy pod Chingshanli i późniejszy premier Republiki Korei, generał Lee Bum-suk.
KAW połączyła wiele koreańskich grup rozrzuconych na terytorium Korei, Mandżurii i Chin Kontynentalnych w latach 20. Po wypowiedzeniu wojny Japonii i Niemcom 9 grudnia 1941 przez Rząd Tymczasowy, jednostki KAW uczestniczyły w działaniach wojennych po stronie aliantów na chińskim i południowoazjatyckim teatrze działań. Prawo wprowadzone przez rząd chiński w 1941 spowodowało umieszczenie KAW pod dowództwem szefa sztabu armii chińskiej. Prawo to zostało zniesione w 1944 po tym, jak rząd tymczasowy poprawił swoją pozycję finansową i zyskał na znaczeniu w oczach rządu chińskiego.
W 1943 do KAW dołączyła grupa związana z lewicą. Ich przywódca, generał Kim Won-bong został zastępcą dowódcy KAW. Liczebność oddziałów ciągle wzrastała dzięki napływowi Koreańczyków dezerterujących z armii japońskiej, do której zostali wcieleni siłą, oraz rekrutacji Koreańczyków mieszkających w Chinach. Do końca wojny liczebność KAW wzrosła do niecałego tysiąca żołnierzy.
W 1945 KAW współpracowała z amerykańskim Biurem Służb Strategicznych (OSS) przy treningach specjalistów do operacji specjalnych na terenie Korei. Główne siły miały wyruszyć 20 sierpnia 1945 pod dowództwem generała Lee. Jednakże aspiracje KAW do odegrania wiodącej roli w wyzwoleniu Korei nie spełniły się, gdyż Japonia została pokonana do 15 sierpnia. 3 dni później, helikopter wiozący ponad 20 członków KAW wylądował w Seulu. Zostali jednak przepędzeni przez wojska japońskie, które odmówiły poddania się do czasu przybycia wojsk amerykańskich.
Członkowie KAW powrócili do Korei w latach 1945–46. Wielu jej członków, w tym generałowie Ji i Lee, stało się członkami południowokoreańskiego rządu. Generał Kim wsparł natomiast północnokoreańskiego przywódcę Kim Ir Sena, który był dowódcą innego koreańskiego oddziału partyzanckiego.
W Korei Południowej przez wiele lat istniał ruch postulujący przeniesienie Narodowego Dnia Sił Zbrojnych z 1 października na 17 września dla uczczenia powstania Koreańskiej Armii Wyzwoleńczej w 1941.